# Tallboy (Bombe)

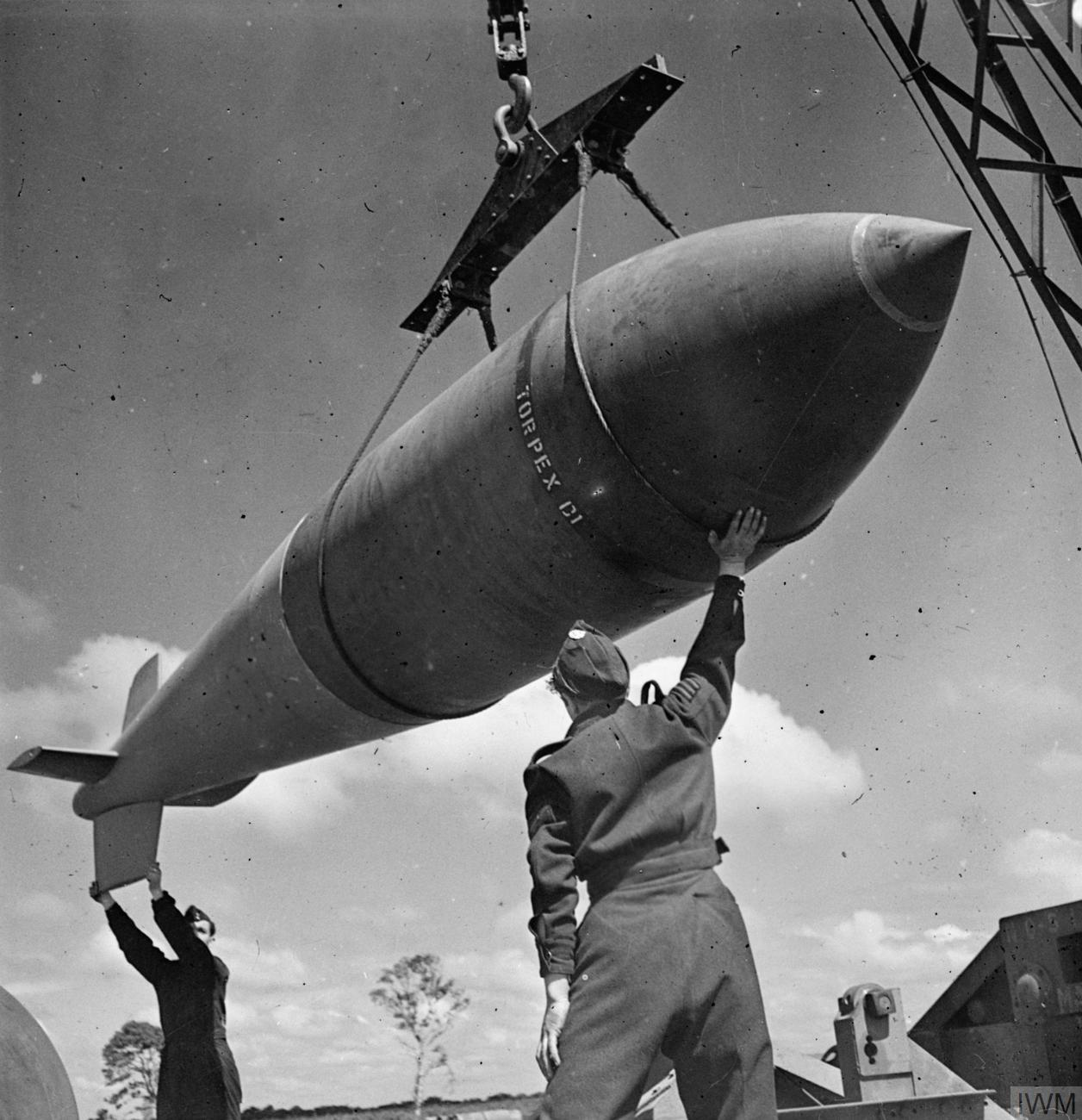
Tallboy wird für den Angriff auf La Coupole verladen

Die Tallboy-Bombe (von englisch tall boy „großer Junge“) war eine Fliegerbombe der Royal Air Force (RAF) und wurde von dem britischen Ingenieur Barnes Wallis entwickelt, darf aber nicht mit der namensähnlichen Little Boy verwechselt werden. Sie war eine bunkerbrechende Waffe. Die offizielle Bezeichnung lautete D.P.12000 lb (Deep Penetration, 12.000 Pfund). Mit einem Gewicht von 5,4 Tonnen, davon 2,4 t hochbrisanter Sprengstoff mit einem Äquivalent von 3,6 t TNT, sowie einem Verzögerungs- bzw. Langzeitzünder war sie speziell für den Einsatz gegen stark befestigte Betonbauten und Bunker konzipiert worden, gegen die sich kleinere Bomben als unzureichend erwiesen hatten. Ab Frühjahr 1944 wurden insgesamt 854 Bomben an die Verbände der RAF ausgeliefert. Im November 1944 brachten mehrere Tallboys das deutsche Schlachtschiff Tirpitz zum Kentern.

## Geschichte

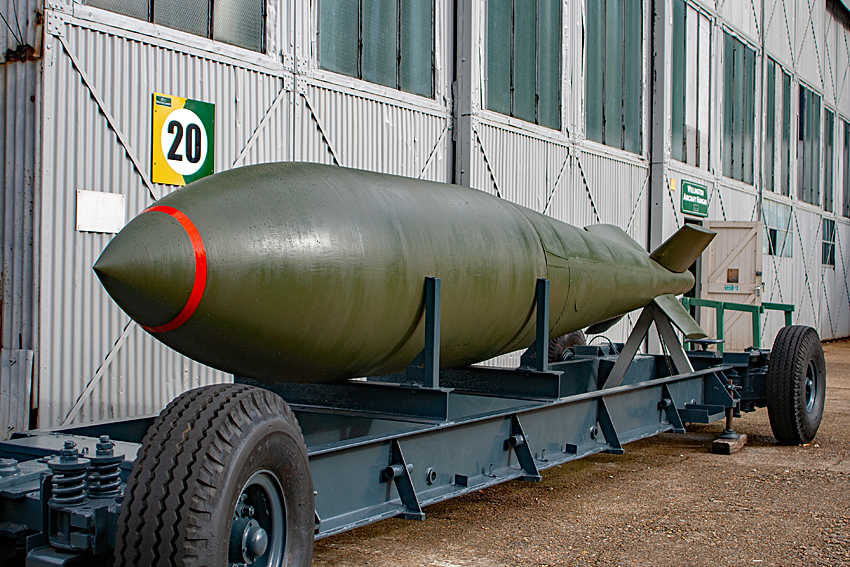
Tallboy auf einem Bombenanhänger im Brooklands Museum

Im Bewusstsein, dass der Feind durch Zerstörung seiner Infrastruktur und Fertigungsstätten empfindlich geschwächt werden würde, entwickelte Barnes Wallis bereits zu Beginn des Zweiten Weltkriegs fortschrittliche Bombentypen auf Basis einzelner überschwerer Bomben.
Schon vor dem Krieg hatte er die Idee einer Zehn-Tonnen-Bombe, die nach dem „Erdbebenprinzip“ arbeitete, in seiner Studie A Note on a Method of Attacking the Axis Powers (etwa „Notiz über eine Möglichkeit, die Achsenmächte anzugreifen“) vorgestellt.

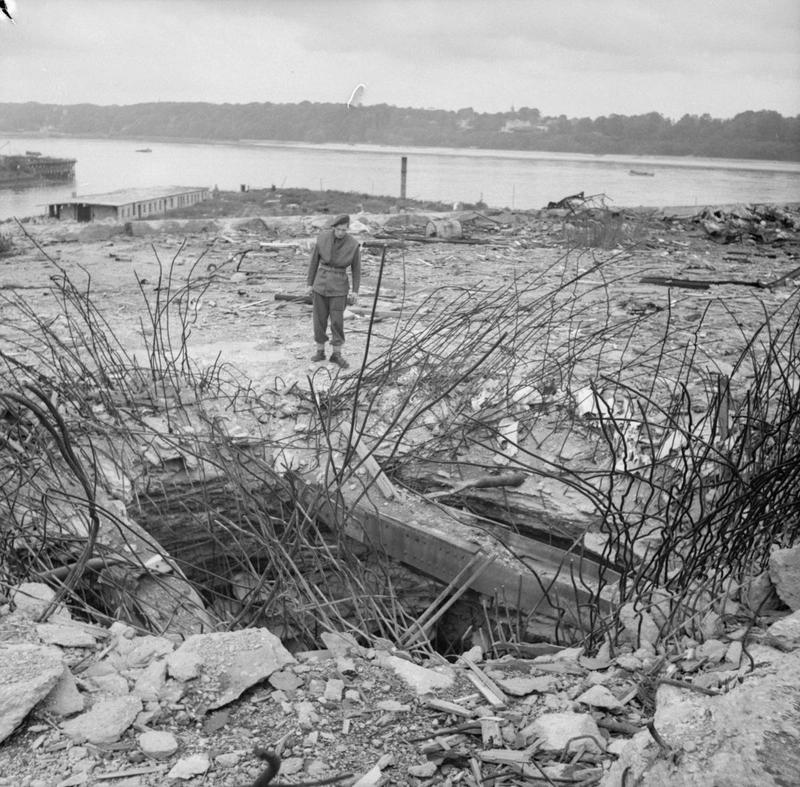
Wirkung des Einschlags auf Fink II

Seine Berechnungen zeigten, dass eine sehr große Bombe, die in der Nähe eines Ziels unterirdisch detoniert, eher ein „camouflet“, eine unterirdische, durch eine Explosion verursachte Höhlung statt eines Kraters verursachen würde. Dadurch würde fast die gesamte Energie der Explosion vom Erdboden aufgenommen, und über die Fundamente würde ein deutlich höherer Anteil der Explosionsenergie als Schockwelle auf das Ziel einwirken als bei Explosionen an der Oberfläche, bei denen ein Großteil des Explosionsdruckes in die Atmosphäre entweicht und (mehr oder weniger wirkungslos) verpufft.
Die Tragekapazität britischer Vorkriegsbomber war damals bei weitem zu gering für derart schwere Waffen. Ab 1939 machte die Flugzeugmotoren-Technik schnelle Fortschritte: Es war wichtig, welche Flugzeuge schneller und/oder höher fliegen konnten als die gegnerischen beziehungsweise mit welchen Flugmanövern zum Beispiel Bomber reagieren konnten, die von gegnerischen Jagdflugzeugen angegriffen wurden.

Wallis kehrte in den 1940er Jahren zu seinen Entwürfen für die „Erdbebenbomben“ zurück, als die von ihm entwickelte Rollbombe erfolgreich gegen deutsche Staudämme eingesetzt werden konnte (Operation Chastise, Mai 1943) und in der Folge das Interesse an gezielten strategischen Einsätzen stark zunahm.

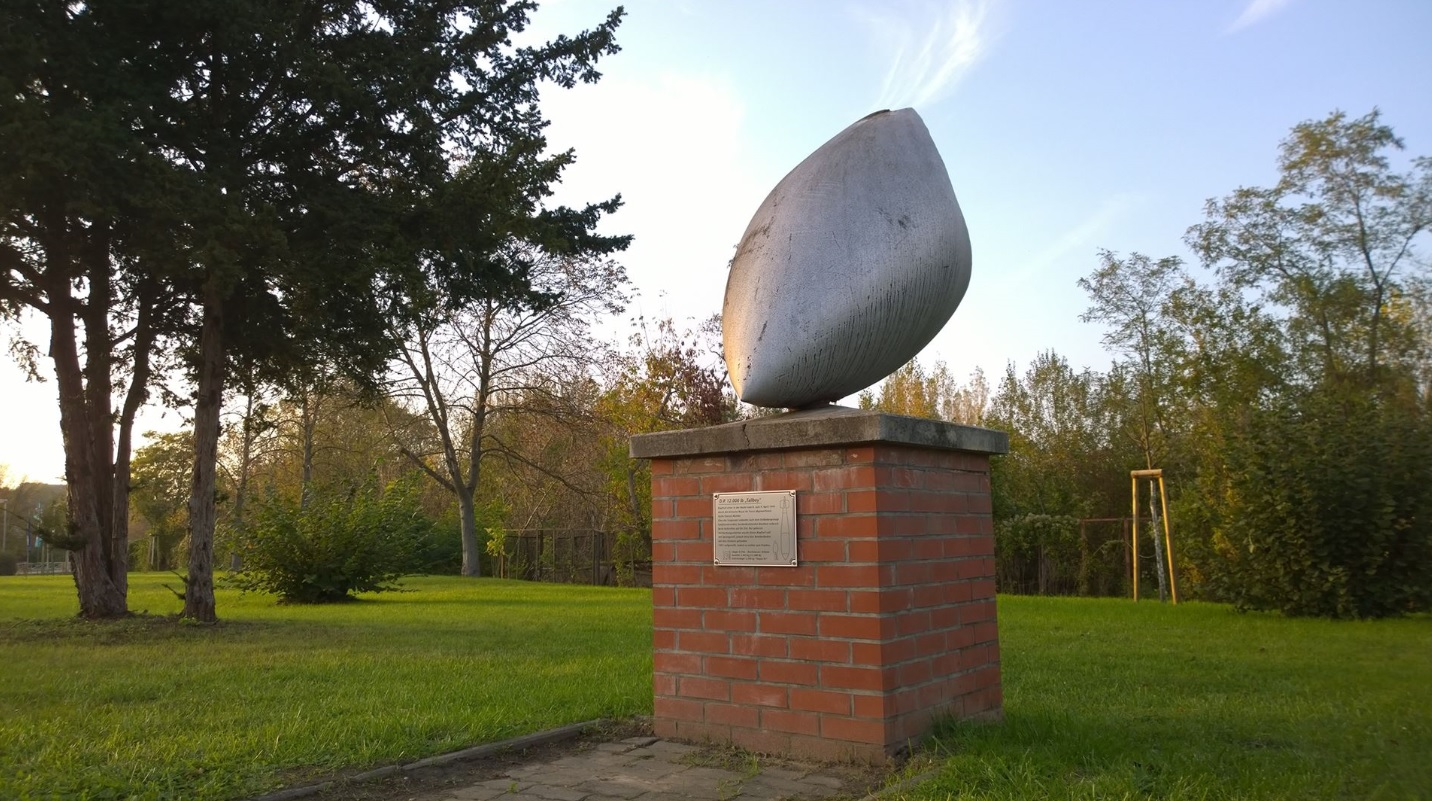
Mahnmal Tallboy Krumpa

Im Vorfeld der geplanten Landung in der Normandie (Juni 1944) hatte die Royal Air Force (RAF) ein offenes Ohr für visionäre Gedanken, da sie eine geeignete Waffe benötigte, um weitere große zivile Bauwerke (wie beispielsweise Tunnel und Brücken), schwer gepanzerte Ziele (zum Beispiel Schlachtschiffe) und Betonbauten (Bunker) ausschalten zu können. Sie wollte Ziele am Atlantikwall (zum Beispiel U-Boot-Bunker und Küstenstädte, die Hitler zu „Festungen“ erklärt hatte) entscheidend treffen.
Auch 1943 hatte die RAF noch keine geeignete Plattform zum Einsatz einer zehn Tonnen schweren Bombe. Wallis begann deshalb mit der Entwicklung verkleinerter Versionen, von denen eine die 12.000 lbs schwere Tallboy-Bombe werden sollte.
Die Entwicklung und die Produktion der Waffe(n) erfolgten damals, obwohl weder ein offizieller Auftrag des Ministeriums erteilt noch ein Vertrag abgeschlossen worden war. Die RAF warf also Bomben ab, die sie noch nicht einmal gekauft hatte. Sie waren noch immer Eigentum ihres Herstellers Vickers-Armstrongs. Erst als der Bedarf an einer solchen Waffe erkannt wurde, gab die Führung grünes Licht.
Die Bombe erhielt eine langgezogene aerodynamische Form. Dabei zeigten erste Ausführungen eine Neigung zum Taumeln, was die Zielgenauigkeit, die aufgrund der großen Abwurfhöhe ohnehin beschränkt war, verminderte. Daraufhin wurden die Leitwerke so verändert, dass sie die Bombe in eine Längsrotation versetzten und damit drallstabilisierten.
Wie bei der Grand Slam wurden die Bomberbesatzungen aus Kostengründen angewiesen, nicht abgeworfene Bomben wieder zu den Stützpunkten zurückzubringen und mit den Bomben an Bord zu landen. Im Zweiten Weltkrieg war es den Bomberbesatzungen ansonsten aus Sicherheitsgründen vorgeschrieben, nicht eingesetzte Bomben vor der Landung abzuwerfen.

## Technische Daten
| Länge             | 6,35 m                                                                 |
| Durchmesser       | 950 mm                                                                 |
| Gewicht           | 5.443 kg (12.000 lbs)                                                  |
| Gefechtskopf      | 2.358 kg „Torpex D1“ (Torpedo explosive; engl. für Torpedosprengstoff) |
| Anzahl eingesetzt | 854                                                                    |

## Tallboy-Einsätze
- Eisenbahntunnel von Saumur – Die Nordsüd-Strecke über die Loire. 25 Lancaster der „Dambusters“ genannten No. 617 Squadron (davon 19 mit Tallboys und 6 konventionell ausgerüstet) griffen in der Nacht vom 8. zum 9. Juni 1944 an. Dies war der erste Einsatz der Tallboy, der Tunnel wurde dabei zerstört – einer der Tallboys bohrte sich durch die Hügelkette und explodierte 20 Meter darunter im Tunnel, der daraufhin einstürzte. Keines der angreifenden Flugzeuge ging verloren.
- U-Bootbunker bei Le Havre – Am 14. Juni 1944 griffen während der ersten massiven Tagangriffe seit Mai 1943 22 Lancaster der No. 617 Squadron der RAF die stark befestigten Anlagen an. Sie leisteten damit lediglich die Vorarbeit vor dem Anflug der eigentlichen ersten Bomberwelle. Mehrere Treffer waren zu verzeichnen, eine der Bomben durchschlug die Decke.
- Blockhaus d’Éperlecques im Wald von Éperlecques – wurde am 19. Juni 1944 im Rahmen der Operation Crossbow von der No. 617 angegriffen. Der am nächsten abgeworfene Tallboy explodierte 46 Meter vom Ziel entfernt. Der Angriff wurde am 27. Juli wiederholt: ein Tallboy-Treffer, der den Betonpanzer jedoch nicht durchdringen konnte.
- La Coupole, V2-Bunker bei Wizernes (Département Pas-de-Calais) – am 24. Juni 1944 bombardiert. Die 617. Squadron erzielte auch hier mehrere Tallboy-Volltreffer, konnte die Betonkuppel allerdings nicht ernsthaft beschädigen.
- Siracourt, V1-Bunker – Die Lancaster der No. 617 erzielten am 25. Juni 1944 ohne eigene Verluste drei Tallboy-Treffer.
- Bombardierung eines weiteren Eisenbahntunnels bei Rilly-la-Montagne, der als V1-Lagerstätte genutzt wurde (25. Juli 1944). Beide Tunneleinfahrten stürzten nach Tallboy-Treffern ein. Auch dieser Einsatz wurde von den Dam Busters geflogen.
- V3-Geschützstellung von Mimoyecques – Diese deutsche Geschützstellung wurde von der No. 617 durch drei Tallboy-Treffer zerstört, bevor sie gegen London eingesetzt werden konnten (6. Juli 1944).
- Am 5. August 1944 griffen 15 Lancaster der No. 617 die U-Bootbunker in Brest an und erzielten sechs Tallboy-Volltreffer, die allesamt die mehrere Meter dicke, speziell verstärkte Decke durchschlugen. Eine Lancaster wurde dabei von der Flak abgeschossen.
- Dortmund-Ems-Kanal in der Nähe von Ladbergen, nördlich von Münster. Ziel war es, den Dortmund-Ems-Kanal an der Unterführung des Mühlenbachs zu zerstören, um den Kanal auslaufen zu lassen – dies gelang jedoch nie.[2]
- Stauwehr Märkt nördlich von Basel – Die alliierte Führung befürchtete, die angestauten Wassermassen des Rheins könnten benutzt werden, um den vorrückenden US-Truppen den Weg zu versperren. Am 7. Oktober 1944 zerstörten die Dam Busters die Schleusentore mit aus niedriger Höhe abgeworfenen Tallboys, woraufhin das Wasser ablief.
- Sorpe-Talsperre – Der schon einmal von den Dam Busters bei der Operation Chastise attackierte Staudamm widerstand auch diesmal dem Angriff, obwohl mehrere Volltreffer beobachtet wurden (15. Oktober 1944).
- Schlachtschiff Tirpitz der Kriegsmarine – Da sich der Liegeplatz im Kåfjord außerhalb der Reichweite britischer Bomberstützpunkte befand, griffen am 15. September 1944 die 617. und die 9. Squadron mit insgesamt 24 Tallboys von Yagodnik in der Nähe von Archangelsk in Russland aus das Schiff an. Der einzige Treffer, der das Vorschiff 10 Meter hinter dem Bug auf Höhe des Kettenstoppers durchschlug und außenbords unter Wasser detonierte, beschädigte es so schwer, dass es nicht mehr seefähig war und nach einer Behelfsreparatur zwar mit eigener Kraft, aber nur noch mit höchstens 10 Knoten zu einem Liegeplatz bei Tromsø verlegt wurde. Die RAF startete am 29. Oktober 1944 von der Basis Lossiemouth (Schottland) aus einen weiteren Angriff mit 32 Lancaster-Bombern, wobei der einzige Nahtreffer die Backbord-Außenwelle (die Außenstopfbuchse) beschädigte sowie das Achterschiff aufriss und backbordseitig auf 35 Meter unter Wasser setzte. Bei einem dritten Angriff am 12. November 1944 mit 29 geworfenen Bomben verursachten zwei Tallboy-Volltreffer sowie zwei Nahtreffer[3] das Kentern der Tirpitz, die aber nicht vollständig sank, weil die Aufbauten im seichten Wasser Grundberührung hatten.
- Schnellbootbunker bei IJmuiden – Am 15. Dezember 1944 griff die No. 617 die Anlage mit Tallboys an, die Einschläge konnten aufgrund starker Rauchentwicklung nicht beobachtet werden.
- U-Boot-Bunker in Bergen – bombardiert von der No. 617 und der No. 9 Squadron mit Tallboys (12. Januar 1945). Drei Volltreffer durchschlugen die 3,5 Meter dicke Stahlbetondecke des Bunkers und richteten massive Zerstörungen an. Bei dem Angriff wurden drei Lancaster-Bomber abgeschossen.
- Schnellbootbunker bei IJmuiden – erneute Bombardierung durch die No. 9 Squadron mit Tallboys am 3. Februar 1945.
- U-Bootbunker in Poortershaven – von der 617. am 3. Februar 1945 mit Tallboys angegriffen.
- U-Bootbunker IJmuiden – erneuter Tallboy-Angriff der No. 617 am 8. Februar 1945, keine britischen Verluste.
- Schildescher Viadukt bei Bielefeld – am 14. März 1945 von der No. 617 und der No. 9 Squadron mit Tallboys und der ersten Grand Slam Bombe bombardiert. Der Eisenbahnviadukt stürzte auf einer Länge von knapp 100 Metern ein. Es gab keine Volltreffer. Die Grand-Slam-Bombe detonierte 30 Meter südlich der Brücke tief in der Erde; die Druckwellen waren kilometerweit zu spüren. Der Bombenkrater war 18 Meter tief.[4]
- Arnsberger Viadukt – Angriff der 9. am 15. März 1945 mit einer Grand Slam und zehn Tallboy-Bomben; das Bauwerk hielt stand. Beim erneuten Angriff am 19. März zerstörten sechs Grand-Slam- und zwölf Tallboy-Bomben das Viadukt.
- U-Boot-Bunker Valentin in Bremen-Farge: Am 27. März griffen 18 Lancaster mit 13 Grand Slams, vier Tallboys und zwölf 454-kg-Bomben an. Zwei Grand Slams rissen jeweils acht Meter große Löcher in die Bunkerdecke.
- Mineralölwerk Lützkendorf (bei Krumpa im Geiseltal) der Wintershall AG: In der Nacht vom 8. zum 9. April 1945 mit 18 Maschinen der No. 9 Squadron. 17 Tallboys über dem Ziel realisiert, ein Abbruch auf Grund von Triebwerksproblemen und Abwurf in der Nähe von Cochem, ein Abschuss durch Flak beim Zielanflug. Lützkendorf wurde als letztes produzierendes Treibstoffwerk im Deutschen Reich total zerstört. Darauf wurde die alliierte Offensive gegen die Hydrierwerke am 12. April 1945 eingestellt.
- U-Bootbunker Fink II, Hamburg – Am 9. April 1945 von der No. 617 mit Tallboys und Grand Slam Bomben angegriffen. Mehrere Treffer, keine eigenen Verluste.
- Schwerer Kreuzer Lützow (vormals Panzerschiff Deutschland) – am 16. April 1945 in der Kaiserfahrt bei Swinemünde von der No. 617 Squadron trotz schwersten Flakfeuers mit Tallboys und 500-kg-Bomben angegriffen. Ein Tallboy-Nahtreffer verursachte einen etwa 20 Meter langen Riss in der Wasserlinie, worauf der Kreuzer in dem seichten Wasser auf Grund sank. Von den 15 angreifenden Bombern kehrte einer nicht zurück. Dies war der letzte Verlust des Geschwaders während des Krieges. Am 16. September 2019 wurde ein Tallboy-Blindgänger im Zuge der Vertiefungsarbeiten im Kanal gefunden.[5] Der Blindgänger wurde nach akribischen Vorbereitungen am 13. Oktober 2020 von polnischen Marinetauchern gesprengt.[1]
- Küstenbatterien auf Helgoland – Angriff am 19. April 1945 von der 617. und der 9. mit Tallboys. Alle Stellungen wurden getroffen, keine eigenen Verluste.
- Hitlers Kehlsteinhaus bei Berchtesgaden – nicht getroffen – am 25. April 1945 von einer gemischten Einheit (unter anderem die No. 617, die ihre letzten Tallboys abwarf) angegriffen.

## Erhaltene Exemplare

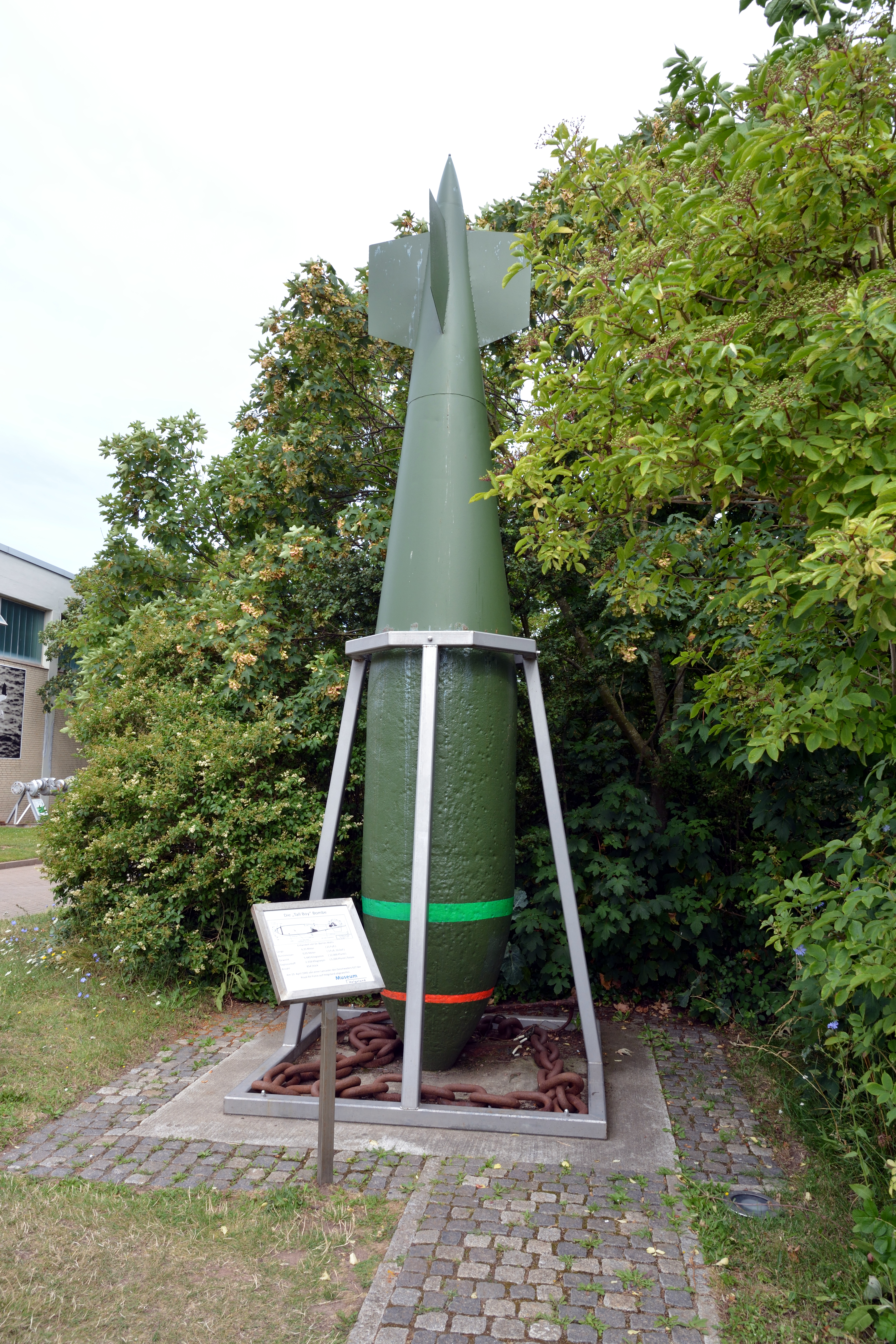
Tallboy im Museum Helgoland

Im U-Boot-Bunker Valentin wird noch heute ein Mantelrest einer Tallboy gelagert und während einer Bunkerführung gezeigt. Da der Bunker nach dem Krieg zu Testzwecken angegriffen wurde, ist unklar, ob es sich um eine Bombe des Angriffs vom 27. März 1945 oder aus den Testangriffen handelt.
Im Ortskern von Krumpa am ehemaligen Mineralölwerk Lützkendorf kann das vollständige Kopfteil einer Tallboy frei besichtigt werden. Es steht auf einem Sockel gegenüber dem öffentlich zugänglichen Bunker-Denkmal "B134a-Luftschutzbunker Krumpa" und dient als Mahnmal gegen Krieg und Zerstörung. Diese Bombe wurde während des Angriffs vom 8./9. April 1945 abgeworfen.
Auf Helgoland befindet sich eine komplett erhaltene Tallboy im Museumshof der Insel.